# Jörgen Cederberg

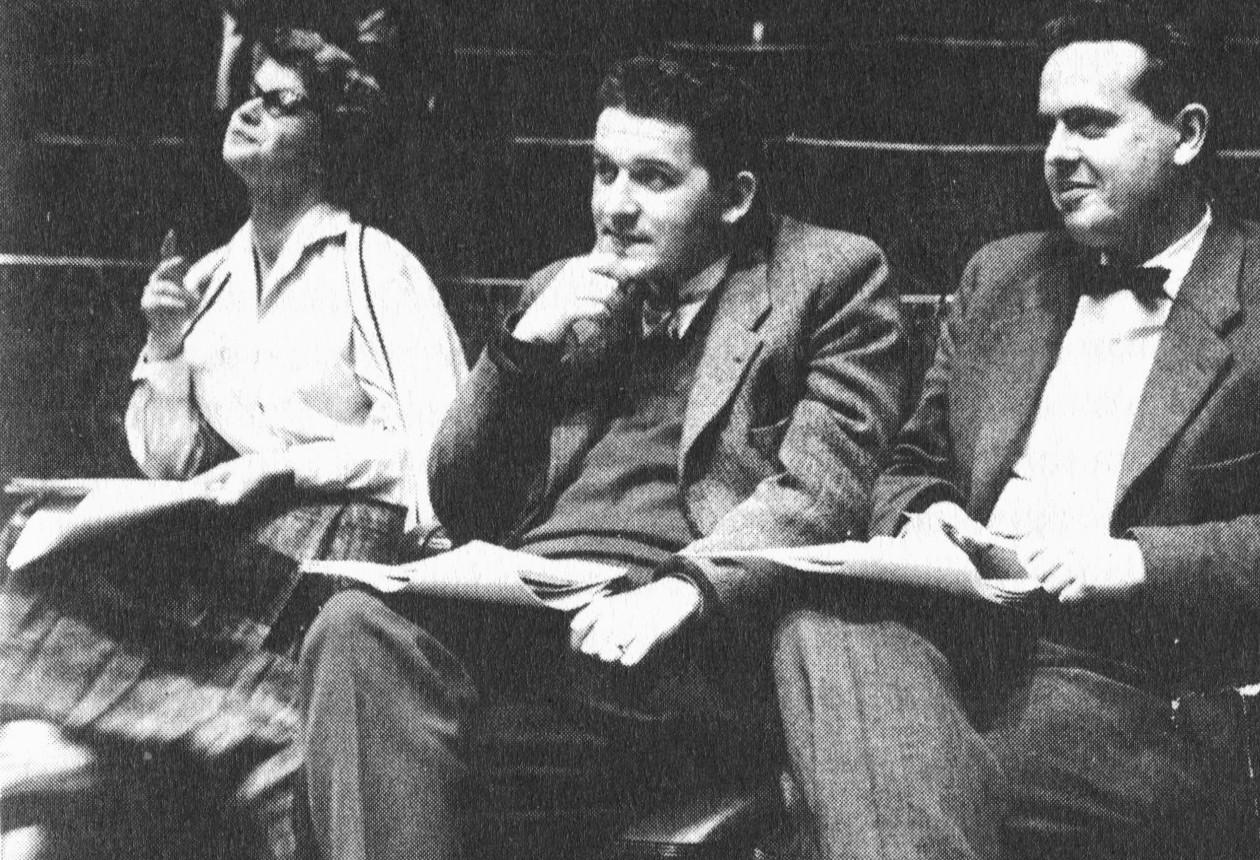
Mona Haskel, Hans Alfredson och Jörgen Cederberg.

Nils Harald Jörgen Cederberg, född 24 augusti 1931 i Hjo, död 13 september 2008 i S:t Görans församling i Stockholm, var en svensk radioproducent, regissör och programledare.

## Biografi
Cederberg avlade studentexamen vid Skara högre allmänna läroverk 1950. Efter studier i konsthistoria och litteraturhistoria vid Uppsala universitet 1951–1955, där han 1952–1954 var ordförande för studentteatern, anställdes han vid underhållningsavdelningen på Radiotjänst (Sveriges Radio) 1955 och arbetade där i 40 år. Tillsammans med Tage Danielsson startade han radioprogrammet Sommar, och blev även den förste sommarprataren.
Han var en mångsidig radiomedarbetare som arbetade inom en mängd olika genrer, och var bland annat verksam på kulturredaktionen (1967–1971), samhällsredaktionen (1971–1978) samt som regissör på Radioteatern. År 1980 blev han medarbetare i TV 2:s faktaredaktion. Han var även sedan 1971 lärare på Dramatiska institutet.
Jörgen Cederberg är gravsatt i minneslunden på Skogskyrkogården i Stockholm.

## Utmärkelser
Cederberg tilldelades Stora Journalistpriset 1985.

## Radioteater

### Regi (ej komplett)
| År   | Produktion                                          | Upphovsmän      |
| ---- | --------------------------------------------------- | --------------- |
| 1980 | Eleven Francesca uppsöker yrkesvalslärare Vergilius | Torgny Lindgren |